# 長万部信用金庫
長万部信用金庫（おしゃまんべしんようきんこ、英語：Oshamanbe Shinkin Bank）は、かつて北海道山越郡長万部町に本店を置き営業していた信用金庫である。 

## 概要
本店は地名の通り長万部町に置いている。
営業区域は長万部町のほか黒松内町、豊浦町、寿都町、旧北檜山町、旧瀬棚町である。
1977年に発刊された長万部町史には、「職員十五名、資金量八億円、道内で最も規模の小さい信用金庫であった。」とある。

## 沿革
- 1948年（7月15日）- 長万部信用組合として設立。初代組合長は野螻作太郎。当時の役場前に事務所開設。
- 年月不明 - 長万部信用金庫に改称。
- 1950年 - (10月) - 北海道拓殖銀行長万部出張所が閉店されたあと（現在地）に移転。
- 1970年 - 営業区域が隣接した渡島信用金庫との合併協議に入るも、合併調印に必要な三分の二に至らずに協議終了。
- 1991年9月17日 - 長万部信用金庫が北海信用金庫へ吸収合併され廃止。北海信用金庫長万部支店として営業継続。
- 2018年 - 合併後長らく営業してきた北海信用金庫が札幌信用金庫、小樽信用金庫と対等合併し、北海道信用金庫へ名称変更。それに伴い北海道信用金庫長万部支店となる。